# 许家沟乡
许家沟乡，是中华人民共和国河南省安陽市安阳县下辖的一个乡。

## 行政区划
许家沟乡下辖以下地区：
相村、许家沟村、前西岗村、后西岗村、河西村、西子针村、黄口村、岗西村、太平岗村、下堡村、五里庙村、北庄村、李家店村、王家窑村、应阳村、管家庄村、下庄村、小寨村、南子针村和东子针村。